# Unione Italiana
L'Unione Italiana (in croato: Talijanska Unija, in sloveno: Italijanska Unija), è la principale organizzazione degli italiani di Slovenia e di Croazia, attiva (come UIIF – Unione degli Italiani dell'Istria e di Fiume) già dal 1944 durante la seconda guerra mondiale e poi in Jugoslavia, nonché – dal 1991 – nelle repubbliche indipendenti di Slovenia e Croazia, con sede principale in Croazia a Fiume e secondaria in Slovenia a Capodistria.
Essa rappresenta la minoranza di lingua italiana in detti due Paesi (spesso chiamata anche Comunità Nazionale Italiana – CNI).
In Montenegro la Comunità Nazionale Italiana del Montenegro è in attesa di adesione all'Unione Italiana. Questa comunità conta circa 600 persone, delle quali circa 420 italofone.

## Storia

### La nascita e la lotta di liberazione

La casa di Paradiso (Čamparovica) vicino a Albona, ove nel 1944 venne fondata l'UIIF.

Tradizionalmente l'atto di nascita dell'Unione degli Italiani (col nome di Unione degli Italiani dell'Istria e di Fiume - UIIF) viene fatto risalire ad una data e a un luogo ben precisi: 10-11 luglio 1944 a Paradiso (Čamparovica), nei pressi di Albona. Già dai tempi della Jugoslavia tradizionalmente ogni anno si commemora la fondazione del sodalizio in questo stesso luogo, usanza che si è mantenuta fino ai nostri giorni.
Le prime notizie di questa fondazione si ebbero però solo qualche tempo dopo: da un volantino diffuso in tutto il territorio istriano ad agosto del 1944 si apprese che: "In seguito alle sollecitazioni di molti italiani, un gruppo di italiani dell'Istria e di Fiume, riunitosi il 10 e l'11 luglio in territorio istriano per esaminare la situazione ha constatato (...)". Ma dalle testimonianze degli anni successivi si ricava che in quei giorni si riunirono in tutto sei persone, di cui solo tre gli italiani: Aldo Rismondo - segretario del Comitato distrettuale del Partito Comunista Croato (PCC) di Rovigno e membro del Comitato Popolare di Liberazione (CPL) dell'Istria - Domenico Segalla - presidente del Fronte popolare di liberazione rovignese - e Leopoldo Boscarol dell'organizzazione del partito di Fiume.
Aldo Rismondo e Domenico Segalla in seguito disconobbero il contenuto del documento di Paradiso, prodotto dalla stamperia clandestina del PCC: in particolare lamentarono il fatto che gran parte di tale documento non facesse minimamente cenno agli italiani dell'Istria e di Fiume - come loro avevano richiesto - ma alle rivendicazioni nazionali dei partigiani croati che reclamavano di riunirsi alla "madrepatria".
Tutto ciò fa concludere che la riunione di Paradiso fu in realtà un abbozzo di tentativo di coinvolgimento delle popolazioni italiane dell'Istria e di Fiume, organizzato in modo affrettato probabilmente a causa delle insistenti voci di un imminente sbarco alleato in Istria, al principale scopo di rivendicazione territoriale delle terre allora facenti parte del Regno d'Italia. Le conseguenze della riunione di Paradiso furono drammatiche: da quel momento in poi gli "antifascisti italiani onesti" (come allora si diceva) furono solo quelli consenzienti alla linea annessionistica sloveno-croata. Su questa direttrice di marcia però non c'era alcun consenso preventivo: lo comprovano le aspre polemiche e le contestazioni dei massimi esponenti locali del Partito Comunista Italiano (PCI) verso i rappresentanti del Movimento Popolare di Liberazione (MPL), dominato da esponenti croati e sloveni.

La più significativa presa di posizione fu senz'altro quella dello stesso Aldo Rismondo, che per protesta diede le dimissioni da tutte le funzioni. Allo stesso tempo, vennero cooptati fra i capi dell'UIIF delle persone assolutamente in accordo con le direttive del PCC - Andrea Casassa, Eros Sequi e Giorgio Sestan - che s'impegnarono attivamente per reprimere ancor più qualsiasi dissidenza interna alla componente italiana.
Eros Sequi, nel suo diario partigiano "Eravamo in tanti", giustificò la piena adesione dell'Unione alla linea di partito, affermando:
«Qualcuno dice: - A che serve l'Unione, se c'è il Fronte? - Eh, no. Questo è chiaro; ha ragione il partito: che ci vuole. C'è gente che manovra dietro i reticolati tedeschi, e a Fiume, e a Pola e in tutta l'Istria. Hanno paura di perdere la poltrona, e allora fanno gli antifascisti, d'accordo con i fascisti, e tentano di disorientare i nostri lavoratori: autonomisti e liburnisti e chi più ne ha più ne metta. Dicono: "Perché rompersi la testa? Ci libereranno gli anglo-americani". Già. E voi, sul gruppone di chi lavora. "Borba, druže". Hanno ragione gli operai e i contadini serbi, e quelli croati; il Partito, cioè. Lotta, compagno! Poi saremo a fronte alta e cogli occhi fieri. E chi avrà combattuto, dirà ancora: combattente del popolo, croato. E ricorderemo Vid. E l'Unione allora? Allora cominceremo un'altra battaglia: faremo, creeremo in tutti i campi. E in quello della cultura, per noi italiani ci sarà l'Unione. Nata nella lotta; e con la saggezza del Partito.
L'allineamento completo dell'UIIF avvenne il 6 marzo 1945 a Zalesina (vicino a Delnice nell'attuale Regione litoraneo-montana), con la formale riunione del Comitato provvisorio e l'emanazione di un nuovo "Proclama agli Italiani dell'Istria e di Fiume", che parafrasava il proclama annessionistico precedente, ampliandolo. Ai vertici del Comitato esecutivo e del Consiglio furono posti Dino Faragona (presidente) ed Eros Sequi (segretario).

### L'allineamento del dopoguerra
La prima assise dell'UIIF si tenne a Pola il 3 giugno 1945 e confermò completamente la linea politica e la dirigenza nominata a Zalesina. Alle principali cariche dell'UIIF furono eletti, tra gli altri, Dino Faragona, Domenico Segalli ed Eros Sequi. Dalle relazioni dei dirigenti emergeva chiaramente che l'UIIF era sorta quale strumento atto a garantire al nuovo regime un controllo politico totale sulla popolazione italiana. L'UIIF venne quindi mobilitata contro quelle forze antifasciste che stavano lottando per la difesa dell'italianità e contro gli obiettivi jugoslavi di annessione territoriale. L'azione non si limitò solo alla sfera del confronto e della propaganda politici, ma in molti casi si tradusse in una preordinata e sistematica liquidazione fisica degli avversari.
In questo quadro drammatico nel 1945 venne creata a Trieste l'Unione Antifascista Italo-Slava (UAIS), che mitigò parzialmente l'azione dell'UIIF in campo politico e diede maggior peso alla organizzazione degli aspetti culturali della Comunità Nazionale Italiana.

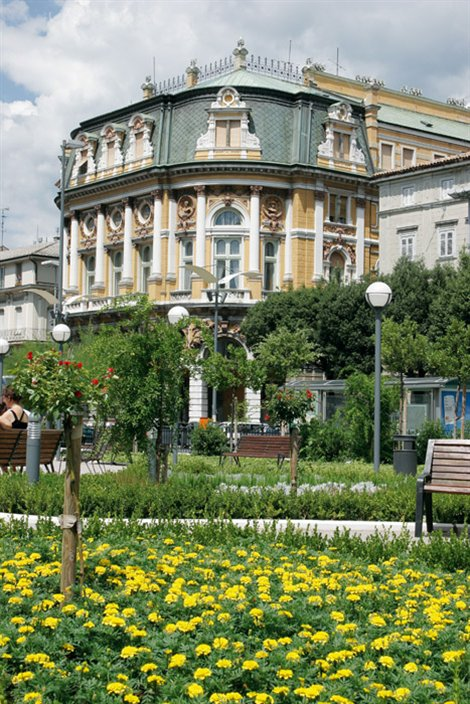
Palazzo Modello, dal 1946 sede del CIC di Fiume e dell'UIIF, e dal 1991 dell'Unione Italiana.

Sede dell'UIIF fu subito Fiume, che non ancora svuotata dagli italiani vide la nascita di alcune componenti fondamentali nella storia dell'UIIF: il Dramma Italiano, La Voce del Popolo, Radio Fiume e l'editoria in genere, sia pure strettamente controllate nella loro ortodossia dal Partito Comunista Jugoslavo (PCJ). Dal 1946 venne poi concesso all'UIIF l'affitto di Palazzo Modello, come sede del CIC di Fiume "Fratelli Duiz". Primo Circolo Italiano di Cultura a essere fondato, fin dall'inizio assunse di fatto anche un ruolo pilota nell'estensione della rete dei circoli al resto della Jugoslavia.
Il 2 febbraio 1947 si tenne a Parenzo la Seconda Conferenza Elettorale dell'UIIF, all'interno della quale si deliberò l'istituzione in ogni località in cui fosse presente una componente italiana dei "Circoli Italiani di Cultura" (CIC) e delle sale di lettura, come componenti organizzative fondamentali per i connazionali (da questi Circoli nacquero 4 decenni dopo le "Comunità degli Italiani"). Come nuovo segretario venne nominato Giusto Massarotto - già comandante partigiano, ritenuto uno dei responsabili delle violenze del 1943-1945 in Istria - mentre Eros Sequi divenne vicepresidente.
La prima assemblea dopo l'annessione dell'Istria alla Jugoslavia (Terza Conferenza Plenaria) si tenne a Pola il 30 maggio 1948. S'iniziarono a sentire gli effetti dell'esodo: anche alcuni dei massimi dirigenti decisero di partire e Giusto Massarotto sostituì il primo presidente Dino Faragona. La linea non cambiò minimamente, allineandosi ai fasti della nuova Jugoslavia socialista.

### Gli effetti della risoluzione del Cominform e i terribili anni '50
In seguito alla rottura con l'Unione Sovietica e alla risoluzione del Cominform che condannava Tito, l'UIIF conobbe una profonda crisi: la maggior parte dei suoi dirigenti proveniva dalle file del PCI che si era dichiarato a favore di Stalin, di conseguenza l'Unione e i Circoli Italiani di Cultura furono nel ciclone: fra il 1948 e il 1949 l'Unione perse sette componenti del primo comitato provvisorio e altri 26 membri dell'Esecutivo e del Consiglio eletti a Pola sparirono: una parte venne arrestata, altri fuggirono in Italia.
Nel novembre del 1949 a Fiume si tiene la Quarta Assemblea: un'assise straordinaria alla presenza di 400 delegati, caratterizzata da una pesantissima aria di sospetto e di entusiastico appoggio a Tito. Dalla tribuna si scatenarono i delegati contro la vecchia dirigenza dell'UIIF, accusata di aver favorito l'esodo degli italiani. Centinaia di italiani furono arrestati, e una parte di essi venne spedita a Goli Otok.
Anche la Quinta Assemblea di Pola del 1950 si svolse in un clima pesante, pur se s'iniziarono a intravedere alcuni flebili segni di democratizzazione dell'associazione, con un inizio di decentramento e un allargamento della rappresentanza dei vari circoli. Questo indirizzo venne confermato all'Assemblea Straordinaria di Parenzo (16 settembre 1951), guidata dai rieletti Eros Sequi ed Erio Franchi. Un mese più tardi, una radicale svolta pilotata dai comunisti jugoslavi: grazie allo zelante aiuto di una frangia di italiani, i massimi dirigenti dell'UIIF - nonostante la ferrea accondiscendenza ai desiderata del partito - vennero radiati da tutte le cariche ed espulsi dal partito: fu una delle tante manovre jugoslave tese a eliminare qualsiasi parvenza di dirigenza "forte" della Comunità Nazionale Italiana.
All'inizio degli anni cinquanta, la situazione della minoranza italiana in Jugoslavia si fece molto pesante: vennero eliminate anche le manifestazioni di tipo culturale, sostituite da formali manifestazioni politiche denominate "Raduni degli Italiani", ferreamente controllati dai comunisti sloveni e croati. L'UIIF diviene una cassa di risonanza delle rivendicazioni jugoslave su Trieste: i documenti dell'epoca riportano gran quantità di proteste contro il risorgente irredentismo italiano e di annunci di purghe interne alla minoranza stessa, in un profluvio di proclami a favore del'"elevamento ideologico" e del "patriottismo socialista". Nulla si dice sulla gravissima situazione interna della minoranza o sui famigerati "decreti Peruško", che pretendendo di appioppare la nazionalità slovena o croata agli scolari sulla base del proprio "cognome originario" e vietando l'iscrizione di studenti sloveni o croati nelle scuole italiane, determinarono la chiusura di decine di istituti e il trasferimento forzato di centinaia di studenti di madrelingua italiana nelle scuole di lingua slava. In questi anni sparirono molti Centri Italiani di Cultura (alcuni di essi timidamente riapparvero solo alla caduta del regime comunista e alla frantumazione della Jugoslavia), mentre vari furono gli appelli dell'UIIF per "i diritti mancanti degli Sloveni a Trieste" e per i "Croati snazionalizzati in Istria".

### Il risveglio degli anni '60
Il disgelo nei rapporti fra Italia e Jugoslavia successivamente al Memorandum di Londra che risolse l'annosa questione del Territorio Libero di Trieste si ripercosse immediatamente sulla Comunità Nazionale Italiana: nell'Assemblea di Isola del 1958 per la prima volta si parlò del ruolo dell'UIIF come "ponte nel rapporto fra i due Paesi", favorendo una serie di scambi culturali e politici.
Per la prima volta nella sua storia, il candidato alla presidenza proposto dalla direzione del partito a Fiume venne bocciato: al suo posto venne eletto il capodistriano Nerino Gobbo - già comandante partigiano col nome di battaglia di "Gino", condannato in Italia per gli infoibamenti nell'abisso Plutone nei pressi di Trieste - mentre come segretario venne eletto il fiumano Ferruccio Glavina, che contribuì grandemente alla successiva svolta. Si distinsero in quegli anni la commissione scolastica e quella artistico-culturale, guidate dal professor Antonio Borme e dallo stesso Glavina, che daranno l'avvio a una serie di iniziative che sfoceranno nel 1960 nella ripresa di molte iniziative locali e nel raduno-rassegna degli Italiani svoltosi a Pola nel mese di giugno.
Fra il 1961 e il 1963 la nuova linea più democratica - per quanto sempre controllata dal PCJ - si sviluppò ulteriormente, fino a sfociare nell'undicesima Assemblea dell'Unione (Rovigno, 30 giugno 1963), che approvò un nuovo statuto e un nuovo regolamento. Per la prima volta si parlò del bilinguismo, che all'inizio degli anni cinquanta era stato praticamente abolito: a Fiume in una notte sola nel periodo più turbolento della questione di Trieste vennero distrutte o eliminate tutte le iscrizioni, tutte le targhe, tutti i cartelli italiani o bilingui, che non vennero mai più ripristinati. L'UIIF tornò a parlare di "autonomia" (un concetto tabù nella Jugoslavia di Tito per alcune minoranze non slave) e Borme presentò un indirizzo sulla collaborazione con la "Nazione d'origine", e cioè l'Italia.
Gli anni fra il 1963 e il 1974 furono fecondi: la nuova dirigenza dell'Unione (Antonio Borme Presidente, Corrado Illiasich Segretario, Ferruccio Glavina e Apollinio Abram Vicepresidenti) condusse l'associazione a un vero e proprio salto di qualità - sia pure sempre nel solco della fedeltà assoluta ai principi della Jugoslavia socialista - giungendo a stringere nel 1965 un accordo di collaborazione con l'Università Popolare di Trieste (UPT), attraverso la quale lo Stato italiano riuscì a far pervenire ai vari Centri Italiani di Cultura una serie di supporti in denaro, materiali e idee. Questa collaborazione fu periodicamente contestata dal regime, che in essa intravedeva il pericolo del revanscismo o dell'irredentismo, con conseguenti ritardi, critiche e perfino forzati annullamenti di iniziative già organizzate.
Va anche notato che sino a quel momento l'Italia non aveva preso minimamente a cuore le sorti della CNI in Jugoslavia, condizionata anche dall'atteggiamento di chiusura delle associazioni degli esuli verso i cosiddetti "rimasti".
Nell'assemblea di Fiume del 1968 si giunsero perfino a criticare pubblicamente le molteplici resistenze opposte allo sviluppo dell'UIIF, e proprio in questo periodo ebbero inizio le periodiche campagne di stampa croate che si trasformarono poi nella nota ondata nazionalista che colpì direttamente l'UIIF a cavallo della metà degli anni settanta.

### L'apice del processo di innovazione e la "defenestrazione" di Borme

Antonio Borme, carismatico presidente dell'UIIF

Nel 1971 - assemblea di Parenzo - si raggiunse forse il punto più estremo di maturazione dell'UIIF, con la proposta di trasformazione dei Centri Italiani di Cultura nelle Comunità degli Italiani, chiamate a rappresentare tutti i cittadini della minoranza in un dato territorio senza più le limitazioni degli ambiti meramente culturali o ricreativi. L'Unione degli Italiani - si disse - era diventata un "soggetto di pari diritti nella società".
Le deliberazioni dell'assemblea di Parenzo entrarono immediatamente nel ciclone, oggetto di resistenze e di critiche pesantissime da parte del potere politico e dei gruppi nazionalisti croati, in quel momento al massimo della loro espansione.
Ogni nuova iniziativa dell'UIIF venne pesantemente criticata, risfoderando con impressionante costanza le sempiterne accuse di irredentismo quando non anche di fascismo. La semplice inaugurazione di una targa bilingue all'esterno del neocostituito Centro di Ricerche Storiche di Rovigno, nella quale si segnalava che la Repubblica Italiana aveva contribuito al restauro dell'edificio, scatenò una campagna di stampa sui giornali croati. Nell'ottobre 1973 la creazione del "Foglio di Informazioni" dell'Unione Italiana - un bollettino informativo delle attività dell'UIIF, inviato alle varie Comunità - servì da pretesto per dare l'avvio a una nuova campagna di accuse contro l'Unione degli Italiani e il suo presidente Antonio Borme.
Tutta questa campagna sfocerà nella destituzione di Borme dalla carica di Presidente dell'UIIF, avvenuta nella riunione del Comitato a Pola il 13 settembre 1974. Alcuni dei partecipanti a questa riunione raccontarono di aver ricevuto pressioni di tutti i tipi per far loro prendere questa decisione.

### La normalizzazione degli anni '70
Con la defenestrazione di Borme e le successive misure limitative che ne derivarono, l'UIIF cadde ancora una volta in un lungo periodo di apatia. Le deliberazioni di Parenzo vennero soppresse, lo statuto venne eliminato: l'intera operazione venne affidata a un nuovo gruppo dirigente, per l'ennesima volta zelante esecutore dei desiderata di Belgrado e Zagabria, col nuovo presidente ad interim Luigi Ferri.
La crisi fu talmente profonda che bloccò per la prima volta in trent'anni anche le attività ordinarie: la stessa Assemblea dell'Unione non venne più organizzata per sei anni. Ma anche in questa nuova assise (Pola, maggio 1977) non si fece altro che prender nota delle poche attività svolte nei sei anni precedenti: nessuna parola sull'affaire Borme e sui guasti da esso derivati.
Pochi mesi dopo, l'Alleanza Socialista (ASPL - una delle articolazioni territoriali del PCJ) impose un nuovo statuto, dal quale risultò che tutte le attività dell'Unione stessa di fatto erano eterodirette dall'ASPL stessa, nonché ridotte unicamente all'ambito culturale. Ai vertici dell'Unione, una nuova dirigenza: Mario Bonita (Presidente), Giuseppe Degrassi, Nelida Milani e Leo Fusilli (Vicepresidenti), Lorenzo Vidotto (Segretario). Questi - pur fra varie pressioni e quasi del tutto nuovi nelle cariche sociali - cercarono di sviluppare le attività rimaste: all'ambito culturale aggiunsero nel 1981 quello sportivo-ricreativo, con la firma di un accordo di collaborazione col CONI nel 1984-1985, che permise la partecipazione dei giovani della minoranza ai Giochi della Gioventù.

### Gli anni '80: dall'apatia al risveglio
Fra il 1982 e il 1985, nell'ambito dell'UIIF si sviluppò l'argomento della "Socializzazione della lingua e della cultura italiana", che prevedeva l'ampliamento dei ristretti ambiti di utilizzo del bilinguismo fino a ipotizzare che la lingua italiana divenisse "lingua d'ambiente" nell'intero territorio istriano: una sorta di "prima lingua" alla pari con le due lingue maggioritarie, sloveno e croato.
La reazione del potere non tardò a venire: sfruttando come sempre una serie di personaggi interni all'UIIF stessa, si mise la nuova presidenza (Silvano Sau) nell'impossibilità di agire. Gli stessi finanziamenti pubblici jugoslavi vennero pesantemente ridotti, tanto che nel 1987 l'Unione fu costretta a rinunciare persino all'organizzazione delle tradizionali rassegne artistico-culturali.
In questi frangenti, nel frattempo i dati dei vari censimenti jugoslavi denunciavano sempre più una drammatica diminuzione degli italiani, che nel 1981 raggiunsero la percentuale minore di tutta la storia moderna dell'Istria e del Quarnaro: solo 15.132 cittadini jugoslavi si erano dichiarati di nazionalità italiana, con un decremento del 30,6% rispetto a dieci anni prima. Tutto ciò lasciava presagire addirittura una rapida e definitiva sparizione della minoranza italiana.
Alla fine degli anni ottanta, col regime in agonia, quasi inaspettatamente la minoranza italiana diede segni di risveglio: a dicembre del 1987 vennero raccolte le firme per una petizione popolare contro una legge federale che avrebbe ridotto gli ambiti di utilizzo delle lingue minoritarie. Il Gruppo Nazionale Italiano cominciò a chiedersi pubblicamente se in quelle condizioni avrebbe ancora avuto un futuro.
Pochi mesi dopo sorse il "Gruppo d'opinione '88": un insieme eterogeneo di persone che si proponeva la democratizzazione del sistema e la rifondazione dell'UIIF su diverse basi.
Il gruppo dirigente dell'Unione - strettamente connesso alle strutture del partito - abbozzò: accusato pubblicamente per la prima volta di attraversare una nuova fase di sudditanza politica e pure psicologica, riconobbe che avrebbe dovuto recitare un unico "mea culpa": quello di non aver saputo cogliere il disagio della base.
La Presidenza dell'UIIF elaborò quindi una nuova "Piattaforma programmatica" denominata "Per un salto di qualità", che per la prima volta venne sottoposta al vaglio della base, discussa e modificata: dopo decenni e decenni si assisté a un processo democratico di scelta, mai possibile prima. La nuova piattaforma venne convalidata come fondamentale indirizzo programmatico dell'associazione alla Terza Conferenza dell'Unione svoltasi a Buie il 9 maggio 1988: si riproponeva l'autonomia, si riassumeva il principio della rappresentanza qualificata, si parlava d'Europa, di pluralismo e democrazia.
La reazione fu veemente, e per l'ennesima volta alcuni componenti della minoranza - segnatamente l'allora presidente della Comunità degli Italiani di Abbazia Pietro Nutrizio e altri - furono fra i più accesi critici, ma non era più tempo di purghe.
Su iniziativa di Fulvio Varljen ed Ezio Giuricin in primis, assieme ad altri esponenti della CNI il 2 febbraio 1988 si fondò a Rovigno il "Movimento per la Costituente", per rifondare dalle fondamenta l'UIIF. Presidente del Movimento fu nominato Antonio Borme. Tra i fondatori ci furono elementi di spicco dell'ex-UIIF e della futura Unione Italiana tra cui Corrado Iliasich, Ferruccio Glavina, Olga Milotti, Mauro Graziani, Denis Visintin e altri.
Dopo molteplici riunioni, si riuscì infine a concordare con la Presidenza dell'UIIF di indire le prime elezioni democratiche e pluraliste della Comunità italiana.
Questo fu l'ultimo atto dell'Unione degli Italiani dell'Istria e di Fiume, che si sciolse all'ultima Conferenza di Albona nel novembre 1990.

### La nuova Unione
Dal 25 al 27 gennaio 1991 si svolsero le elezioni per i nuovi organismi del gruppo nazionale. La partecipazione fu massiccia: 13.150 italiani (l'84,48% degli aventi diritto) espresse il suo voto.
La prima assemblea costituente si tenne a Pola il 13 marzo 1991. A presiedere il consesso venne chiamato - dopo quasi diciassette anni di oblio - il carismatico presidente del Movimento per la costituente Antonio Borme. A dirigere la giunta esecutiva, il giovane Maurizio Tremul.
Nei quattro mesi del mandato provvisorio dei nuovi organismi, durante i quali si accavallarono i grandi avvenimenti precedenti e successivi all'indipendenza dei nuovi stati di Slovenia e Croazia (con la conseguente divisione della minoranza in due stati nazionali), l'attività proseguì nelle varie Comunità degli Italiani per definire il nuovo Statuto e il nuovo Indirizzo programmatico, approvati poi alla seconda assemblea costituente (Fiume, 16 luglio 1991).
L'organizzazione cambiò il nome in Unione Italiana (UI).
Nel frattempo, sorsero in Slovenia e Croazia altre venti nuove Comunità degli Italiani, evidente segno del precedente timore a dichiararsi italiani e della nuova aria che sembrava spirare.
La morte di Antonio Borme (8 agosto 1992) fu un notevole colpo per l'UI: la presidenza venne affidata allora a Giuseppe Rota.
Nel 1993 si svolsero le seconde elezioni dell'Assemblea dell'UI, la cui organizzazione venne definita qualche mese prima nell'assemblea straordinaria di Parenzo, nel corso della quale si approvò la mozione sul bilinguismo in Istria.
Gli sforzi profusi dalla nuova Unione Italiana furono coronati dalla firma, avvenuta il 5 novembre 1996, dell'accordo italo-croato sulle minoranze nazionali, che riconosce l'Unione Italiana quale unica organizzazione rappresentativa dell'intera comunità italiana.
Gli anni successivi sono stati caratterizzati da alti e bassi: la Comunità Nazionale Italiana, che al censimento del 1991 aveva registrato un sostanzioso aumento numerico che ne aveva riportato la consistenza ai livelli degli anni sessanta, dieci anni dopo è tornata a calare sia in Slovenia sia in Croazia. Il sostanziale mancato ricambio delle alte cariche all'interno dell'UI negli ultimi dieci anni (dominati dalle figure di Furio Radin e Maurizio Tremul) se da un lato ha garantito una continuità nella direzione, dall'altro sembra aver causato un rilassamento complessivo, dimostrato dalla continua diminuzione dei partecipanti alle elezioni dell'Assemblea dell'UI (32,61% degli aventi diritto alle ultime elezioni del 2006).
Su tutto ciò incombono dei problemi di fondo: il numero degli italiani è talmente esiguo - soprattutto in Slovenia - che la stessa autoidentificazione nazionale risulta complessa e affievolita; la creazione di un confine fra italiani di Slovenia e italiani di Croazia (i primi sono cittadini dell'Unione Europea, mentre i secondi non lo sono stati fino al luglio 2013) ha inevitabilmente creato delle differenze sostanziali fra le due componenti della minoranza; il clamoroso successo del partito regionalista della Dieta Democratica Istriana nell'Istria croata ha alimentato grandi speranze fra gli italiani dell'Istria, spesso deluse da molte beghe interne al partito e da un sostanziale rallentamento del processo di affermazione del bilinguismo nella regione. A tutto ciò si aggiungano le ricorrenti incomprensioni con i governi sloveni e croati, con parecchi uomini politici che ancor oggi vedono nella presenza di una componente minoritaria italiana all'interno dei propri confini un problema piuttosto che un'opportunità. Non manca neppure qualche incomprensione con l'Italia, sia con i vari governi sia con l'ente UPT, in particolare sull'assegnazione e sulle modalità di gestione dei contributi statali annuali in favore della stessa CNI.

## Organizzazione interna
Oggi l'UI raccoglie i cittadini delle due repubbliche appartenenti alla minoranza autoctona italiana, concentrati essenzialmente nella regione istriana, nella città di Fiume, in alcuni centri del Quarnaro e della Dalmazia e quantificabili, dopo l'esodo del secondo dopoguerra, in circa 30 000 persone.
L'Unione è organizzata in 52 sezioni locali (46 in Croazia e 6 in Slovenia), denominate Comunità degli Italiani (C.I.), rappresentate da un parlamentare al parlamento sloveno e uno al parlamento croato, eletti a due appositi seggi specifici dai cittadini iscritti nelle liste elettorali che si vogliono avvalere del voto nazionale riservato alle minoranze.
In seguito al disfacimento della Jugoslavia, nella parte dell'Istria sotto sovranità slovena la U.I. ha perso progressivamente il suo potere istituzionale e rappresentativo a favore della Comunità Autogestita della Nazionalità italiana (la C.A.N., detta comunemente CAN Costiera), nata per volere della Repubblica socialista jugoslava di Slovenia alla fine del 1974, in seguito all'emanazione in quello stesso anno della nuova costituzione federale che rafforzava i poteri autonomi delle repubbliche fondative. Oggi questo ente di diritto pubblico sloveno è l'unico ufficialmente riconosciuto da Lubiana per i rapporti istituzionali con la Comunità Nazionale Italiana in Slovenia. L'Unione Italiana è invece riconosciuta solo come ente di diritto privato, al pari di una qualsiasi associazione. Questo stato di cose è tuttora oggetto di dibattito in seno alle istituzioni della CNI delle due Repubbliche, avendo ulteriormente diviso gli Italiani della regione, in particolare isolando il gruppo minoritario del Capodistriano, dopo che già il nuovo confine internazionale nato nel 1991 sul Dragogna, ha prodotto notevoli problemi al mantenimento dell'unità storica e della collaborazione della comunità. Problematiche che si spera verranno ora almeno in parte superate con l'avvenuto ingresso della Croazia nell'Unione europea.
Un altro tema attuale è la ventilata possibilità di una modifica statutaria per permettere alla UI di operare formalmente anche in Montenegro (attualmente infatti lo statuto prevede un'attività esclusivamente in Croazia e Slovenia): questo per venire incontro alla richiesta della Comunità degli Italiani del Montenegro (nata nel 2005 con sede a Cattaro e forte di circa 460 soci) di aderire alla UI stessa e di benificiare così anche del pieno riconoscimento e del sostegno diretto della Repubblica italiana.
Il quotidiano ufficiale della CNI è La Voce del Popolo, pubblicazione della casa editrice fiumana EDIT, di proprietà della U.I. Essa è proprietaria e fondatrice di un importante Centro di Ricerche Storiche nella città di Rovigno, che si onora dello status di "Biblioteca depositaria del Consiglio d'Europa", con un patrimonio di quasi 100 000 volumi. Beneficia inoltre dei programmi in lingua italiana di TV e Radio Capodistria. Altre importanti istituzioni legate alla UI sono: l'AIPI (Associazione Imprenditori Privati Italiani); il Dramma Italiano di Fiume; il Centro Studi di Musica Classica "Luigi Dallapiccola" con sedi a Verteneglio, Pola e Fiume; la Società di Studi e Ricerche "Pietas Iulia" di Pola; il Centro Italiano di Promozione, Cultura, Formazione e Sviluppo "Carlo Combi" di Capodistria; le Redazioni dei programmi italiani di Radio Pola e Radio Fiume; l'AINI (Associazione Imprenditoriale della Nazionalità Italiana della Croazia) con sede a Cittanova e FUTURA l'analoga Associazione per la Slovenia; ed altre ancora. Oltre al Consolato Generale d'Italia a Fiume, nell'Istria croata ci sono due vice consolati onorari: a Pola e a Buie.
La bandiera dell'U.I. è stata dal 1945 al 1991 la bandiera italiana con la stella rossa al centro; dopo tale data, con lo scioglimento della Jugoslavia, l'Unione, rifondandosi, ha adottato come vessillo il tricolore italiano identico a quello della Nazione Madre (così viene tradizionalmente definita l'Italia nei documenti dell'U.I.). Allo stesso modo, come inno dell'U.I. è stato scelto il Canto degli Italiani (Fratelli d'Italia).
Attuale Presidente della U.I., eletto alle ultime elezioni dell'11 giugno 2006 con mandato quadriennale, è Furio Radin di Pola che ricopre anche l'incarico di parlamentare al seggio specifico per la comunità italiana al parlamento di Zagabria. Maurizio Tremul di Capodistria, già presidente U.I. nel precedente mandato, è ora presidente della Giunta Esecutiva, in cui siedono i responsabili dei vari settori d'attività. Parlamentare italiano al seggio specifico sloveno è invece il capodistriano Roberto Battelli.
Il massimo organo deliberativo della UI è l'Assemblea dei Soci, attualmente composta da 75 Consiglieri rappresentanti di tutto il corpo comunitario, eletti dai soci effettivi maggiorenni delle C.I. ogni 4 anni.

## Elenco delle C.I. riconosciute

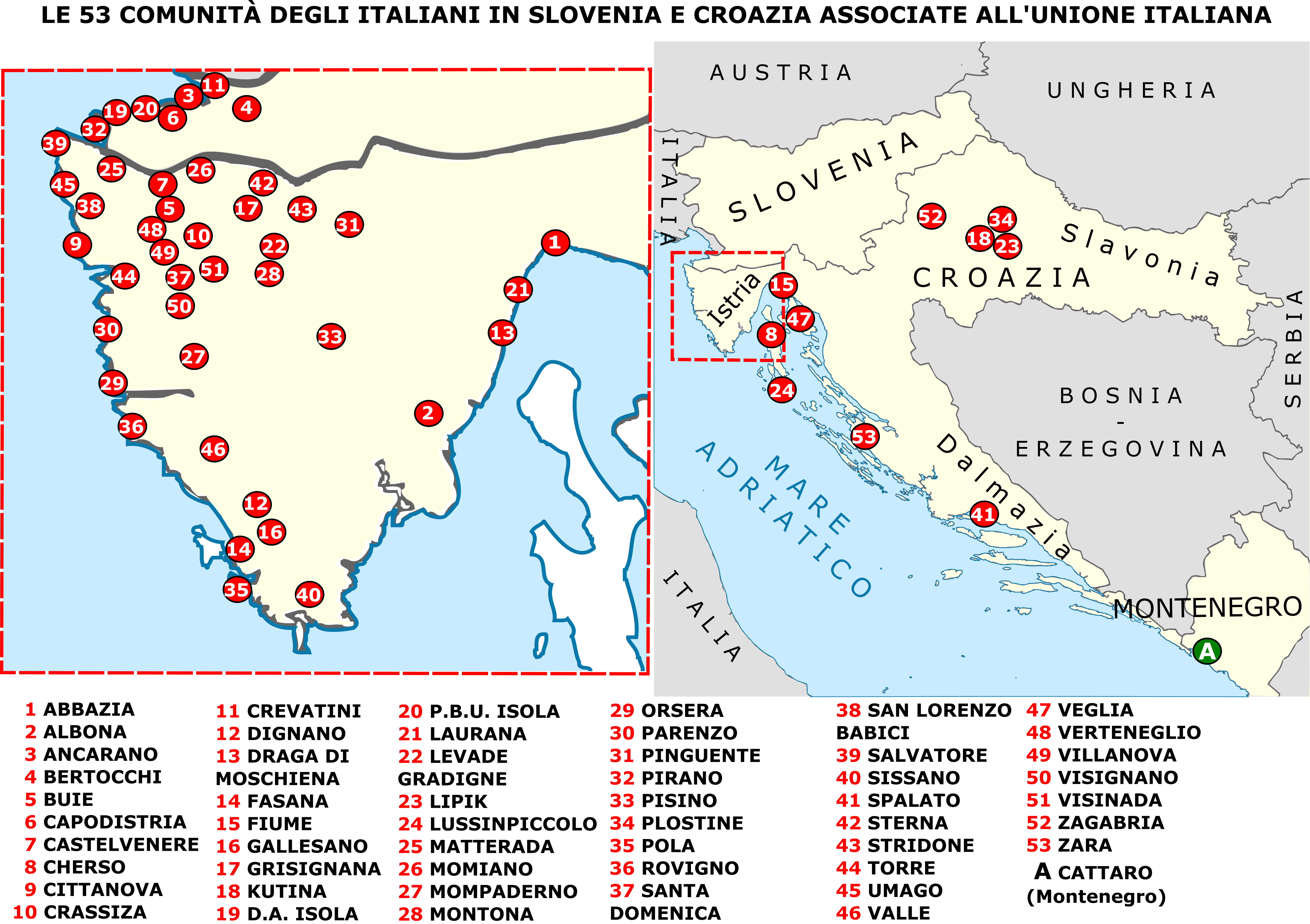
Le 53 Comunità degli Italiani (CI) in Slovenia e Croazia associate all'Unione Italiana.

1. CI di Abbazia - via Stanger 48, 51410 Abbazia (Regione litoraneo-montana, Croazia)
2. CI di Albona "Giuseppina Martinuzzi" - via J. Rakovac 4, 52220 Albona (Regione istriana, Croazia)
3. CI di Buie - piazza Jozip Broz Tito 13, 52460 Buie (Regione istriana, Croazia)
4. CI di Capodistria "Santorio Santorio" - Via Fronte di Liberazione 10, 6000 Capodistria (Provincia carsico-litoranea, Slovenia)
5. CI di Castelvenere - Castelvenere 126 b, 52460 Buie (Regione istriana, Croazia)
6. CI di Cherso "Francesco Patrizio" - Piazza F. Petrica 14, 51557 Cherso (Regione litoraneo-montana, Croazia)
7. CI di Cittanova - Via del Mulino 4, 52466 Cittanova (Regione istriana, Croazia)
8. CI di Crassizza - Casa della Cultura bb, 52260 Buie (Regione istriana, Croazia)
9. CI di Bertocchi - Strada dei Combattenti 1, 6000 Capodistria (Provincia carsico-litoranea, Slovenia)
10. CI di Crevatini-Ancarano - Crevatini 13, 6280 Ancarano (Provincia carsico-litoranea, Slovenia)
11. CI di Dignano - Piazza del Popolo 2, 52215 Dignano (Regione istriana, Croazia)
12. CI di Draga di Moschiena - Aleja Slatina 2, 51417 Draga di Moschiena (Regione litoraneo-montana, Croazia)
13. CI di Fasana - Via Gallesano, 52212 Fasana (Regione istriana, Croazia)
14. CI di Fiume - Uljarska 1/II, 51000 Fiume (Regione litoraneo-montana, Croazia)
15. CI di Gallesano "Armando Capolicchio" - Gallesano 4, 52216 (Regione istriana, Croazia)
16. CI di Grisignana - Castagna 58, 52429 Grisignana (Regione istriana, Croazia)
17. CI di Isola d'Istria "Pasquale Besenghi degli Ughi" - Piazza Manzioli 5, 6310 Isola (Provincia carsico-litoranea, Slovenia)
18. CI di Isola d'Istria "Dante Alighieri" - Piazza Manzioli 5, 6310 Isola (Provincia carsico-litoranea, Slovenia)
19. CI di Laurana - c.p. 32, 51415 Laurana (Regione litoraneo-montana, Croazia)
20. CI di Levade Gradigne - Zubini 56, 52427 Levade (Regione istriana, Croazia)
21. CI di Lipik - Slavonska ulica 47, 34551 Lipik (Regione di Požega e della Slavonia, Croazia)
22. CI di Lussinpiccolo - c.p. 35, 51550 Lussinpiccolo (Regione litoraneo-montana, Croazia)
23. CI di Matterada - Giurizzani 1, 52470 Umago (Regione istriana, Croazia)
24. CI di Momiano - Piazza S. Martino 8, 52462 Momiano (Regione istriana, Croazia)
25. CI di Mompaderno - Monpaderno 16, 52424 (Regione istriana, Croazia)
26. CI di Montona "Andrea Antico" - Corso V.Nazor 1, 52424 Montona (Regione istriana, Croazia)
27. CI di Moslavina "Dante" - Basanarina 4, 44320 Kutina (Regione di Sisak e della Moslavina, Croazia)
28. CI di Orsera - R.Končar 17, 52450 Orsera (Regione istriana, Croazia)
29. CI di Parenzo - Piazza della Libertà 6, 52440 Parenzo (Regione istriana, Croazia)
30. CI di Pinguente - Maruškići 30, 52420 Pinguente (Regione istriana, Croazia)
31. CI di Pirano "Giuseppe Tartini" - Via Kajuh 12, 6330 Pirano (Provincia carsico-litoranea, Slovenia)
32. CI di Pisino - c/o Casa del Popolo, 52000 Pisino (Regione istriana, Croazia)
33. CI di Plostine "Liberta" - Ploštine 59, 54552 Badljevina (Regione di Požega e della Slavonia, Croazia)
34. CI di Pola - Via Carrara 1, 52100 Pola (Regione istriana, Croazia)
35. CI di Rovigno "Marco Garbin" - Piazza Campitelli 1, 52210 Rovigno (Regione istriana, Croazia)
36. CI di Salvore - Via dell'Istria sn, Bassania, 52470 Salvore (Regione istriana, Croazia)
37. CI di San Lorenzo-Babici - Casa della cultura, Babici, 52470 Umago (Regione istriana, Croazia)
38. CI di Santa Domenica-Castellier - S. Domenica 8, 52464 Castellier (Regione istriana, Croazia)
39. CI di Sissano - Via G. Dobran 20, 52100 Pola (Regione istriana, Croazia)
40. CI di Spalato "Don Francesco Carrara" - Via Bajamonti 4/1, 21000 Spalato (Regione spalatino-dalmata, Croazia)
41. CI di Sterna - Sterna bb, 52428 Grisignana (Regione istriana, Croazia)
42. CI di Stridone - Stridone-Snidarici 3, 52428 Portole (Regione istriana, Croazia)
43. CI di Torre - San Martino, 52465 Torre (Regione istriana, Croazia)
44. CI di Umago "Fulvio Tomizza" - Brolo 1, 52470 Umago (Regione istriana, Croazia)
45. CI di Valle d'Istria - Castel Bembo sn, 52211 Valle (Regione istriana, Croazia)
46. CI di Veglia - 51500 Veglia (Regione litoraneo-montana, Croazia)
47. CI di Verteneglio - Via Maestra sn, 52474 Verteneglio (Regione istriana, Croazia)
48. CI di Villanova del Quieto - Villanova sn, 52474 Verteneglio (Regione istriana, Croazia)
49. CI di Visignano - Via dell'Istria 5, 52463 Visignano (Regione istriana, Croazia)
50. CI di Visinada - Visinada sn, 52447 (Regione istriana, Croazia)
51. CI di Zara - Via Borelli 8/I, 23000 Zara (Regione zaratina, Croazia)
52. CI di Zagabria - 10000 Zagabria (Croazia)
53. CI di Lesina "Gian Francesco Biondi" - 21450 Lesina (Regione spalatino-dalmata, Croazia): ufficialmente costituita ma non ancora riconosciuta.
54. CI di Cattaro - Cattaro (Municipalità di Cattaro, Montenegro): ufficialmente costituita ed operante ma in attesa di adesione all'UI.

## Scuole medie superiori di lingua italiana

### Slovenia
- Ginnasio Gian Rinaldo Carli di Capodistria
- Ginnasio Antonio Sema di Pirano
- Scuola media Pietro Coppo di Isola d'Istria

### Croazia
- Scuola media superiore italiana Leonardo da Vinci di Buie
- Scuola media superiore italiana di Fiume
- Scuola media superiore Dante Alighieri di Pola
- Scuola media superiore italiana di Rovigno

## Presidenti
Unione degli Italiani dell'Istria e di Fiume
- Dino Faragona (1945-1948)
- Giusto Massarotto (1948-1958)
- Nerino "Gino" Gobbo (1958-1963)
- Antonio Borme (1963-1974)
- Luigi Ferri - (1974-1977) - facente funzioni
- Mario Bonita (1977-1983)
- Silvano Sau (1983-1991)

Unione Italiana
- Antonio Borme (1991-1992)
- Antonio Rota (1992-2002)
- Maurizio Tremul (2002-2006)
- Furio Radin (2006-2018)
- Maurizio Tremul (dal 2018)

## Deputati ai rispettivi parlamenti
- Roberto Battelli, deputato al Parlamento sloveno (Parlament Slovenije) dal 1990 al 2018
- Felice Žiža, deputato al Parlamento sloveno (Parlament Slovenije) dal 2018
- Furio Radin, deputato al Parlamento croato (Hrvatski sabor) dal 1992